# Sepoy

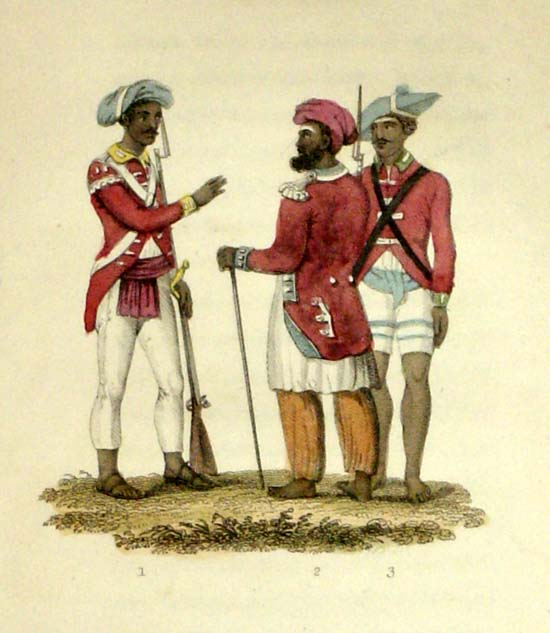
Sepoys

Sepoy (von persisch سپاهی sipāhī, ‚Soldat‘) ist die Bezeichnung für die mit Musketen bewaffneten indischen Soldaten des Mogulreiches, der Britischen Ostindien-Kompanie, sowie der British Indian Army während der britischen Kolonialherrschaft in Indien. In den portugiesischen Kolonien in Indien und Südostasien wurden die Soldaten analog Sipaio oder Cipaio genannt.

## Rolle der Sepoys
Sepoys wurden nach dem Vorbild der britischen Armee ausgebildet. Im engeren Sinne bezieht sich die Bezeichnung Sepoy nur auf indische Infanteristen. Der Begriff Sepoy wird häufig jedoch auch auf die Sawār ausgedehnt, womit eigentlich indische Kavalleristen bezeichnet werden. Die Britische Ostindien-Kompanie, die im 18. und 19. Jahrhundert für das Britische Weltreich das Herrschaftsinstrument darstellte, unterhielt insgesamt drei separate Armeen, die sich aus Indern zusammensetzten. Diese konnten bis in den Rang eines Subedar aufsteigen; die höheren Offiziersränge waren jedoch Briten vorbehalten.

## Sepoy-Aufstand
Der Indische Aufstand von 1857 wird gelegentlich auch als Sepoy-Aufstand bezeichnet. Der Sepoy-Aufstand war ein Symptom für den Verdruss in der Bevölkerung, der sich gegen die Kolonialmacht aufgebaut hatte.